# Jhumri Tilaiya
Jhumri Tilaiya (en hindi: झुमरी तलैया ) es una localidad de la India, en el distrito de Koderma, estado de Jharkhand.

## Geografía
Se encuentra a una altitud de 398 m s. n. m. a 162 km de la capital estatal, Ranchi, en la zona horaria UTC +5:30.

## Demografía
Según estimación 2010 contaba con una población de 85 292 habitantes.